# 제임스 볼드윈
제임스 아서 볼드윈(James Arthur Baldwin, 1924년 8월 2일 ~ 1987년 12월 1일)은 미국의 흑인 작가이다. 엘리슨과 함께 현대 미국 흑인의 대표적 작가이며, 뉴욕의 할렘에서 목사의 아들로 출생하였다. 그는 풍부한 언어 실력과 성경, 아프리카계 미국인의 설교, 찬송가와 블루스 음악의 어조를 이용하여 작품을 썼다.
14세 무렵부터 아버지 교회에서 설교를 대신하기도 했다. 고교시절 훗날 인물 사진작가가 되는 리처드 에버든(Richard Avedon) 등과 함께 교지 편집부에서 글을 썼다. 7명의 동생이 있는 등 어려운 가정 형편 때문에, 대학 진학을 포기하고 철도부설 노동자가 되었다. 20대 내내 인종 차별을 겪는 동시에, 이 무렵 자신이 게이임을 깨닫게 된다.
이후 볼드윈은 미국의 흑인과 동성애자에 대한 차별에 회의를 느끼고 미국을 떠나 유럽 각지를 여행하다가, 1948년부터 프랑스에서 머물렀다. 그러나 미국이나 해외에서 작품을 쓰던, 그는 인종적 불평등에 대항하는 열렬한 항의들을 마련하였다.
《그것을 산에서 말하다》(1953), 《조반니의 방(房)》(1956) 등에서 흑인과 동성애자의 고뇌와 체험을 기교적으로 그리고 있다. 대륙에 있어서의 미국인 묘사는 특출하며, 인권 운동을 진행하고 국민들에게 사회적 이점을 받아들이는 데 용기를 준 《시골아이의 노트》(1955), 《아무도 내 이름을 모른다》 (1961), 《거리에 아무 이름도 없다》(1972) 등의 에세이가 있다. 희곡으로는 《백인에의 블루스>(1964》 등의 작품이 있다.
볼드윈의 다른 작품들로는 소설 《빌 거리가 말할 수 있다면(1974)》와 《그냥 내 머리 위에>(1979), 1979년부터 1981년까지 애틀랜타에서 몇몇의 어린이들과 성인들의 살인 사건을 시험한 에세이 작품 《보이지 못한 것들의 증거》(1985)가 있다.
1987년 12월 1일 프랑스 남동부의 생폴드방스(St Paul-de-Vence)에서 위암으로 사망하였다.

## 평가
1963년 시사주간지 《타임》은 그의 사진이 표지에 실린 판에서 “미국 인종 문제의 어두운 현실을 그처럼 신랄하고 매섭게 쓴 작가는 흑인이든 백인이든 없었다”고 평가했다.

## 어록
```
우리 왕관은 이미 우리가 사서 값을 치렀다. 다만 그것을 쓰기만 하면 된다. (Our crown has already been bought and paid for. All we have to do is wear it.)
```

## 한국어로 번역된 저작
- 제임스 볼드윈 (2019). 《조반니의 방》. 번역 김지현. 열린책들. ISBN 9788932919805. Baldwin, James. Giovanni's Room. New York: Dial Press, 1956.
- 제임스 볼드윈 (2020). 《빌 스트리트가 말할 수 있다면》. 번역 고정아. 열린책들. ISBN 9788932920429. Baldwin, James. If Beale Street Could Talk. New York: Dial Press, 1974.
- 제임스 볼드윈 (2020). 《단지 흑인이라서, 다른 이유는 없다》. 번역 박다솜. 열린책들. ISBN 9788932920412. Baldwin, James. The fire next time. New York: Dial Press, 1963.

## 출연 작품
- 아이 엠 낫 유어 니그로 (각본, 출연)
- 빌 스트리트가 말할 수 있다면 (원작자)